# Hintertuxer Gletscher
Koordinaten: 47° 4′ 15″ N, 11° 39′ 50″ O

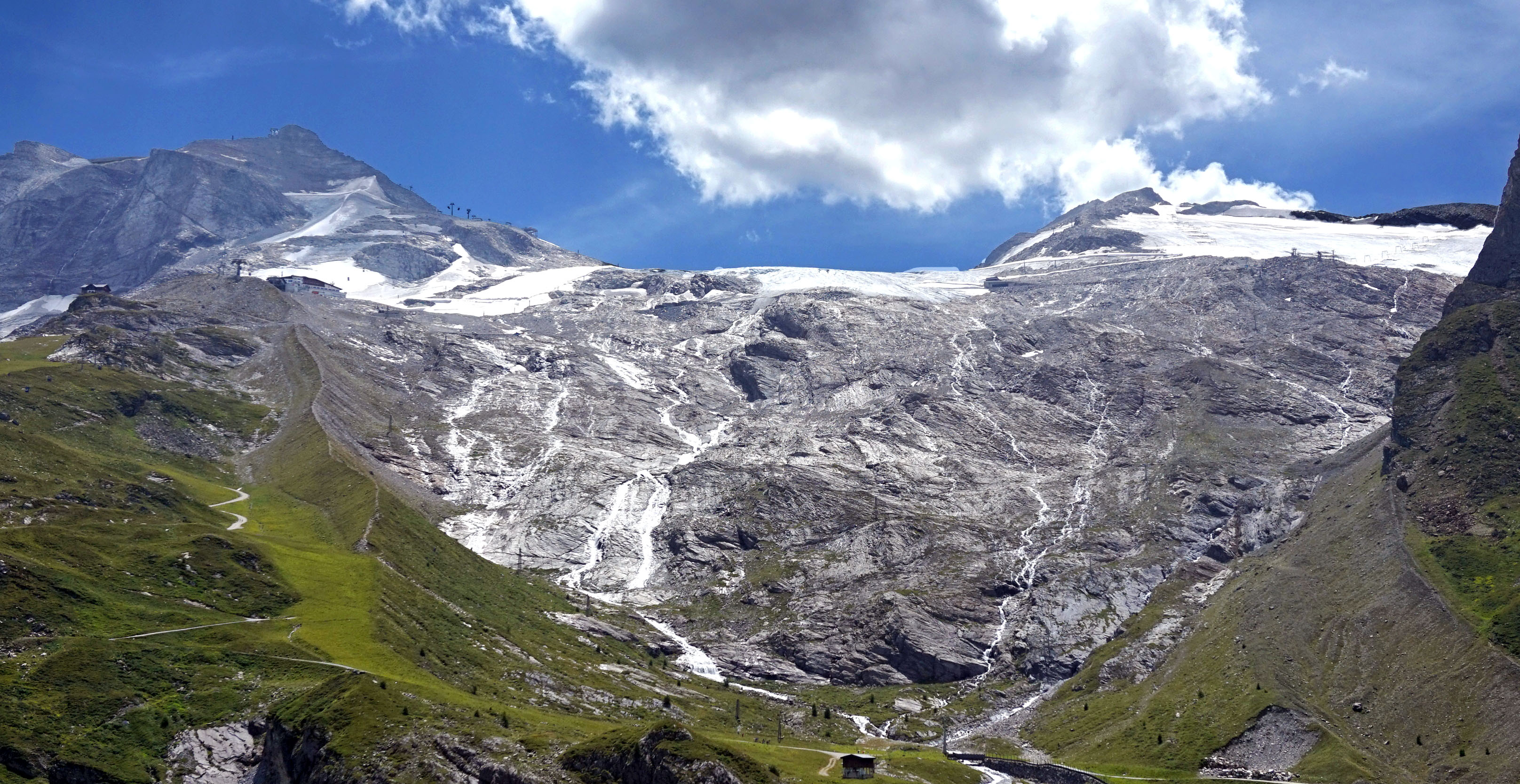
Der Hintertuxer Gletscher im August 2017

Hintertuxer Gletscher ist die touristische Bezeichnung für das Skigebiet auf dem Tuxer Ferner und dem benachbarten Riepenkees bei Hintertux am Ende des Tuxertals, einem Nebental des Zillertals in Tirol, Österreich. Beide Gletscher sind durch 21 Bahnen und Lifte erschlossen und werden ganzjährig als Gletscherskigebiet genutzt. An seinen höchsten Stellen reicht das Skigebiet bis auf 3250 m in die Wildlahnerscharte am Olperer und den Sattel zwischen den Gefrorene-Wand-Spitzen hinauf.
Der Hintertuxer Gletscher war, nachdem auf dem Theodulgletscher in Zermatt seit 2022 kein Sommerskilauf mehr angeboten wurde, zusammen mit Saas-Fee das einzige Skigebiet der Alpen, welches an 365 Tagen im Jahr Skibetrieb bot. Nachdem 2023 schon an mehreren Tagen im Sommer der Skibetrieb am Hintertuxer Gletscher eingestellt werden musste, wurde der Skibetrieb 2024 ab Mitte August sechs Wochen eingestellt. Um mit Aufstiegshilfen zur höchsten Bergstation zu gelangen, muss man vier Seilbahnen bzw. Schlepplifte benutzen (Einseilumlaufbahn Sommerberg oder Gletscherbus 1 → Einseilumlaufbahn Fernerhaus oder Gletscherbus 2 → Gletscherbus 3 → Olperer-Schlepplift 1 oder 2).
Die Seilbahn Gletscherbus 3 ist die höchste Zweiseilumlaufbahn der Welt.

## Die Gletscher
Der Tuxer Ferner (Ferner, von hochdeutsch Firn für ‚Gletscher‘, ebenso Kees) ist ein mächtiges Eisfeld, das sich im Tuxer Talschluss nordöstlich unterhalb von Kleinem Kaserer (3093 m ü. A.), Großem Kaserer (3263 m), Olperer (3476 m) und den Gefrorene-Wand-Spitzen (3288 m und 3270 m) erstreckt. Nach der Lage wird er auch allgemein als Hintertuxer Gletscher bezeichnet. An der Nordflanke der nördlichen der beiden Gefrorene-Wand-Spitzen liegt das Gefrorene-Wand-Kees als Teilgletscher. Der Gletscher endet in einem mächtigen etwa einen Kilometer breiten Eisbruch heute oberhalb von 2600 m. 
Bis zu 120 Meter ist der Gletscher an seiner tiefsten Stelle im Eis dick. Er hat eine Länge von etwa 4 km, wobei diese durch die Bewegung von bis zu 40 Metern jährlich immer variiert. Darum müssen auch die Lifte mehrmals im Jahr verrückt werden, damit die Masten gerade stehen. Insgesamt besteht der Gletscher aus bis zu 190 Millionen Kubikmetern Eis (Stand um 2010). Der Gletscher ist das Quellgebiet des Großen Kunerbachs, einem Tuxbach-Quellbach.

Das Große Riepenkees erstreckt sich in den Zamser Grund südöstlich vom Olperer zur südlichen Gefrorene-Wand-Spitze (das Kleine Riepenkees ist ein Gletscherrest östlich zwischen den beiden Gefrorene-Wand-Spitzen). Er hängt am gänzlich vergletscherten Riepensattel mit dem Tuxer Ferner zusammen. Dieser Gletscher ist durch seine südseitige Lage vergleichsweise klein und etwa 1 km lang. Im Kar unterhalb liegt ein Gletschersee, der heute die Quelle des Riepenbachs darstellt. Dort befindet sich das Südende des Skigebiets (Schlegeis-Seilbahn, nach dem Schlegeisspeicher im Zemmgrund benannt, der Gletscher entsprechend als Schlegeis-Gletscher).
Neben dem Riepenkees geht der Tuxer Ferner auch am Wildlahnersattel in Olpererferner und Wildlahnerferner in der Schmirn über. Der Kontakt zu den anderen Gletschern, dem Unterschrammachkees südlich vom Olperergipfel (Zamser Grund) wie auch dem Friesenbergkees östlich (beiderseits der Tuxbach–Zamserbach-Wasserscheide) ist heute abgerissen.

## Das Skigebiet

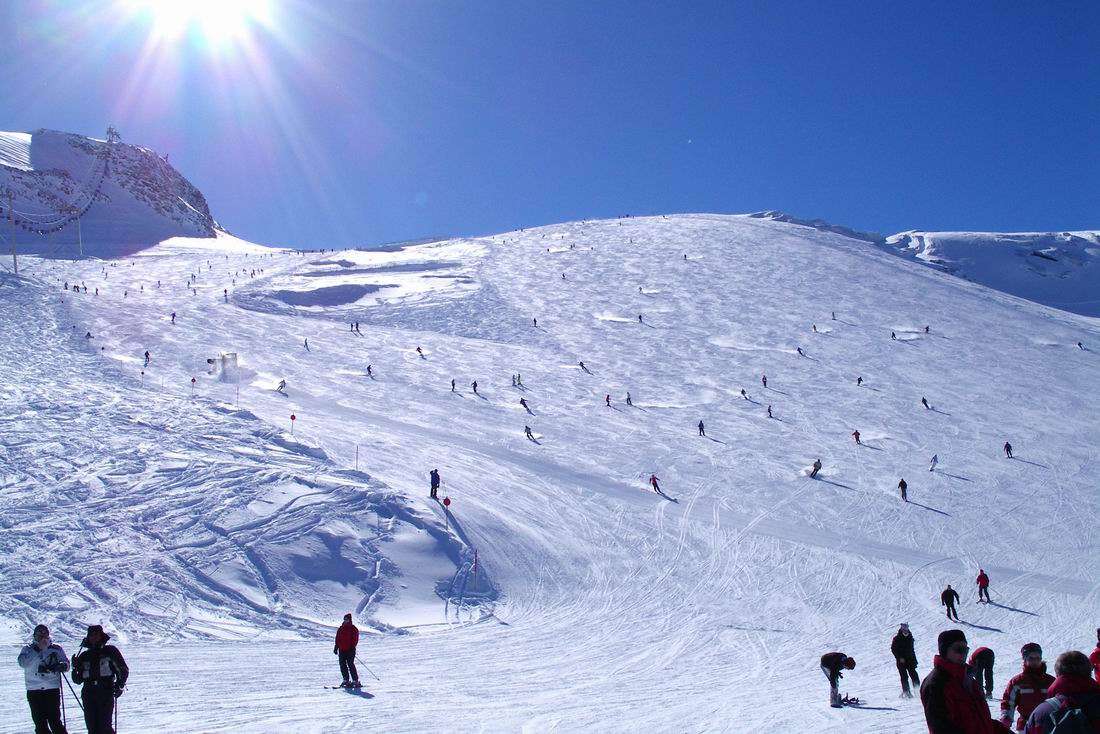
Eine Piste auf dem Hintertuxer Gletscher (Tuxerfernerhang)

Der Hintertuxer Gletscher ist neben Zermatt und Saas-Fee das einzige Skigebiet der Alpen, in dem ganzjährig Skibetrieb herrscht (außer bei höherer Gewalt wie bspw. Sturm). Aufgrund der Höhe liegen meist gute Schneebedingungen vor, sodass nahezu alle Pisten und Lifte in Betrieb genommen werden können. Das Gletscherskigebiet bietet eine eigene Skischule für Anfänger und Fortgeschrittene an.

### Lifte und Seilbahnen
Um die Menge an Touristen auf den Hintertuxer Gletscher zu befördern, wurden dort drei große Seilbahnen errichtet: Die Gletscherbusse laufen mit je einer Gondel an zwei Stahlseilen und können so 24 Personen mit einer Gondel befördern. 
1968 wurde in Hintertux der erste Sessellift der Welt mit Stützen im Gletschereis gebaut: Der Einsessellift Gefrorene Wand, der vom Tuxer Fernerhaus (2600 m) bis zum Felskopf (3050 m) reicht.
Der Gletscherbus 3 ist die höchste Seilbahn an 2 Stahlseilen der Welt. 
Die Gletscherbusse sind Seilbahnen des Typs Funitel. Die dritte große Seilbahn wurde erst in der Wintersaison 2008/2009 in Betrieb genommen. Sie trägt nun den Namen Gletscherbus 1 und führt von der Talstation hinauf bis zur Sommerbergalm. Damit wurden die älteren 4-Personengondeln abgelöst, die bisher die Personenbeförderung, zusammen mit der immer noch in Betrieb befindlichen 8-Personen-Kabinenbahn zur Sommerbergalm übernommen hatten. Um einen ganzjährigen Betrieb zu gewährleisten, gibt es in jedem Abschnitt der Zubringerkette von der Talstation zur Gefrorenen Wand 2 Seilbahnen. Insgesamt werden 18 Lifte zum Transport von der Talstation Hintertux (1500 m) bis auf den Gletscher zur Verfügung gestellt.

### Weitere touristische Angebote

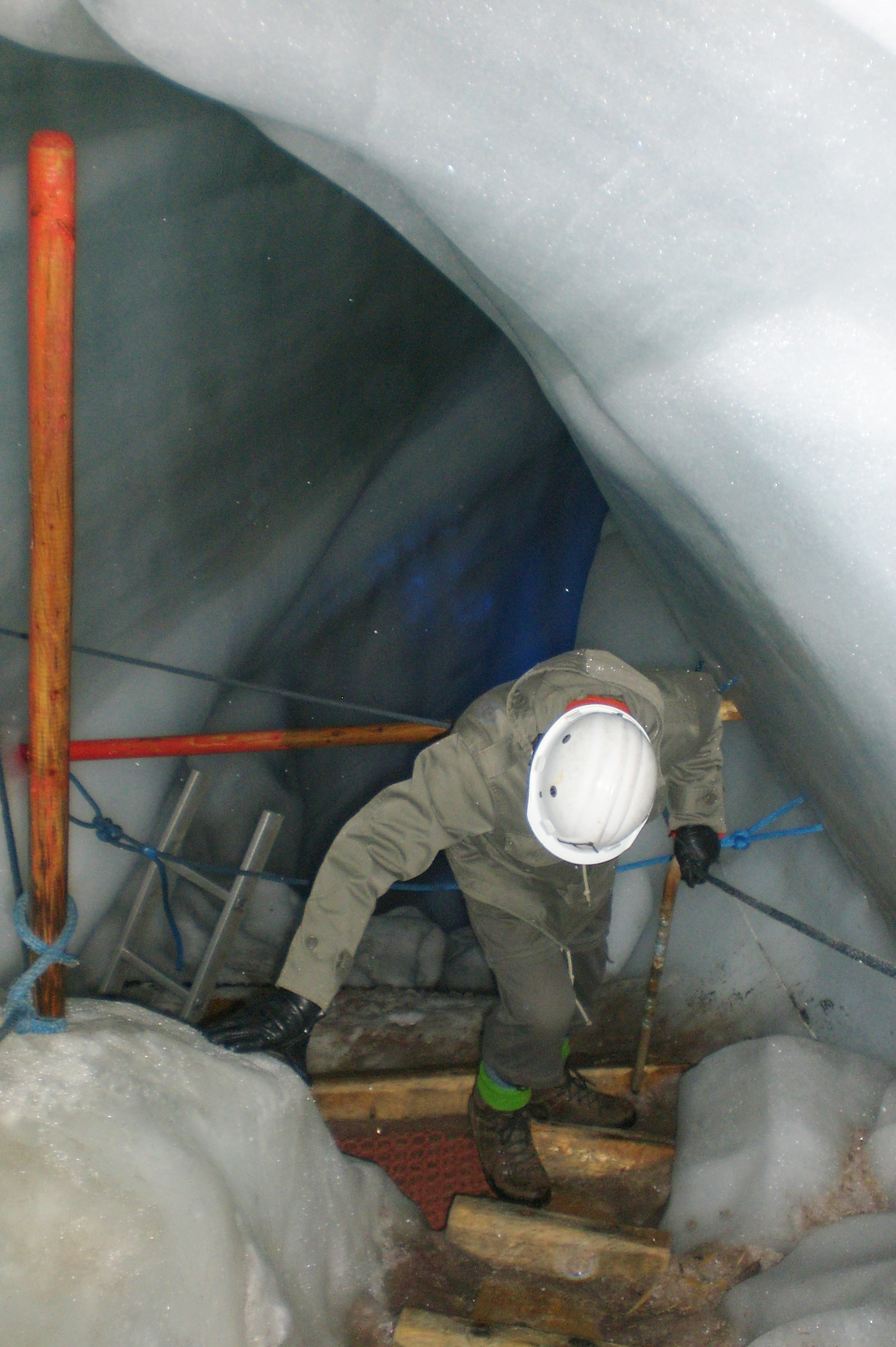
Brückenspalte im Natureispalast

Neben den Wintersportmöglichkeiten erlaubt der Hintertuxer Gletscher eine Rundumsicht über die Alpen aus knapp 3250 m, es ist auch als reines Seilbahnfahrten-Ausflugsziel beliebt. 
Das Gebiet eignet sich auch für das Bergwandern, es sind einige Hütten vorhanden, zum Teil mit ganzjähriger Bewirtung. Am Bergrestaurant Spannagelhaus befindet sich das Naturdenkmal Spannagelhöhle, mit über 10 km Länge eins der größten Höhlensysteme der gesamten Zentralalpen.
Eine Gletscherspalte kann besichtigt werden ("Natur Eis Palast"); der Eingang dazu befindet sich knapp unterhalb der Bergstation des Gletscherbus 3. Besucher steigen dabei über Leitern und Treppen ca. 25 Meter tief ins Eis hinab.

## Bilder

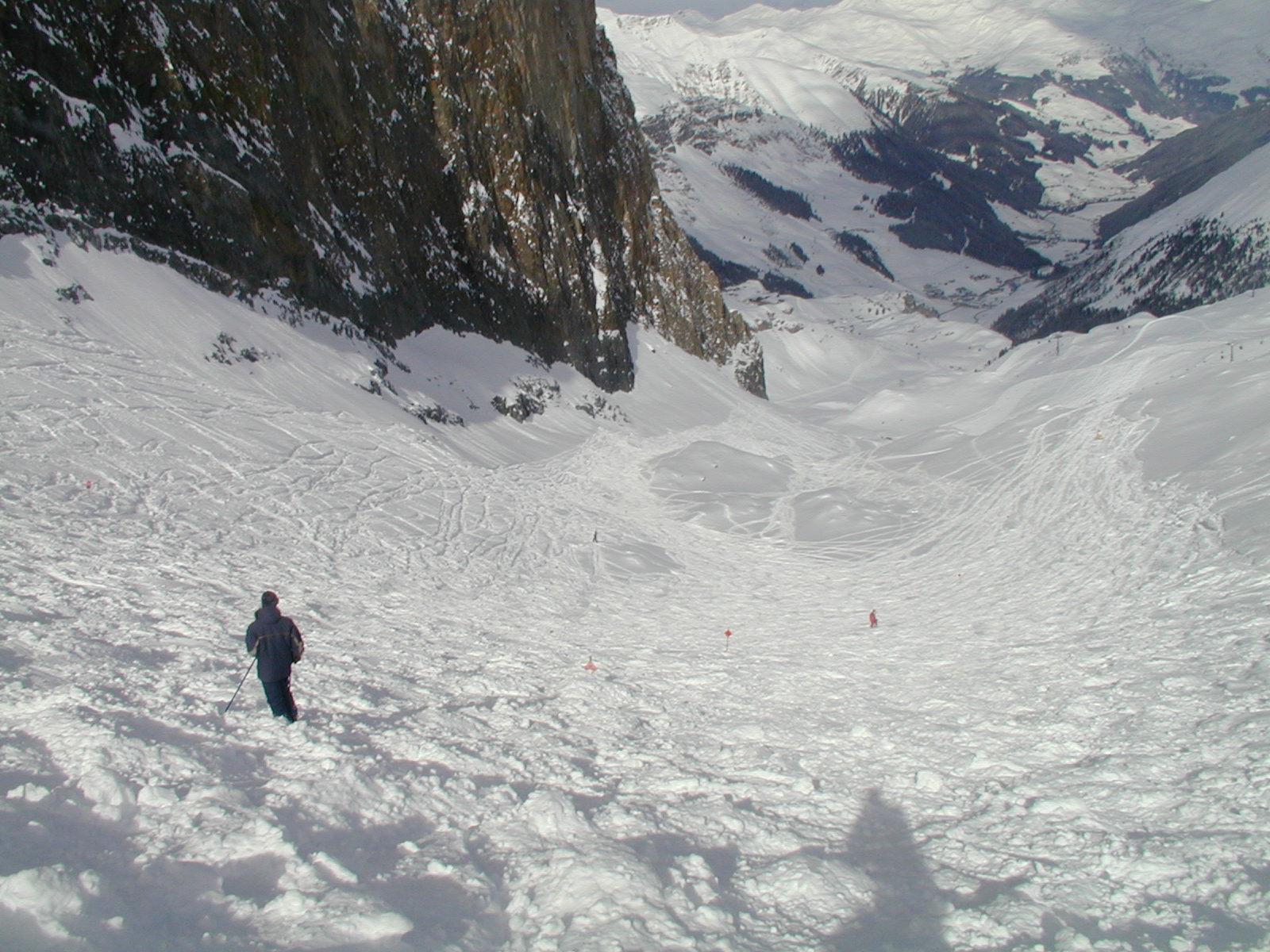
Blick Richtung Hintertux, mit Blick auf die Skiroute Lärmstange
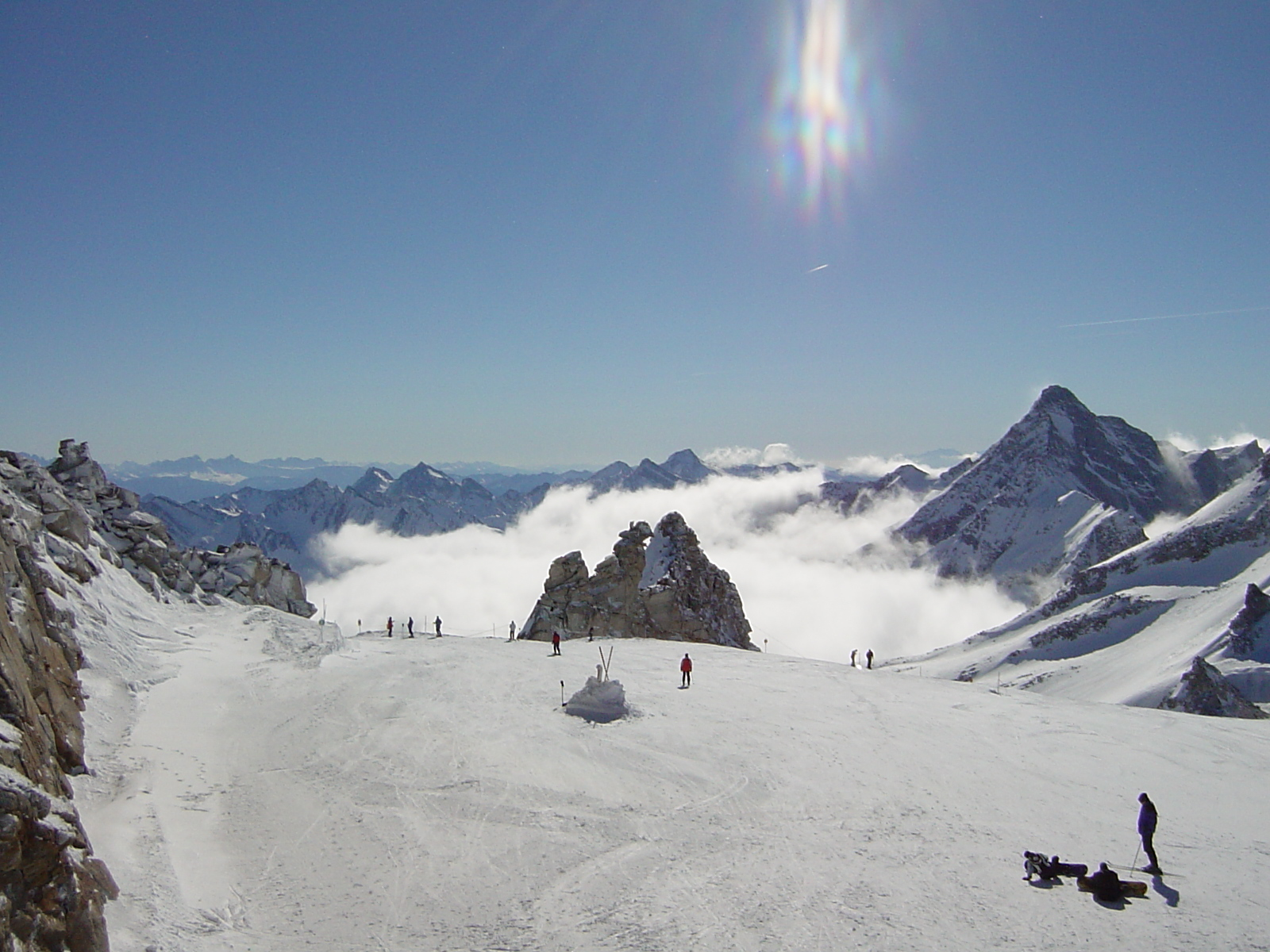
Gipfelpanorama von der Gefrorenen-Wand-Spitze aus
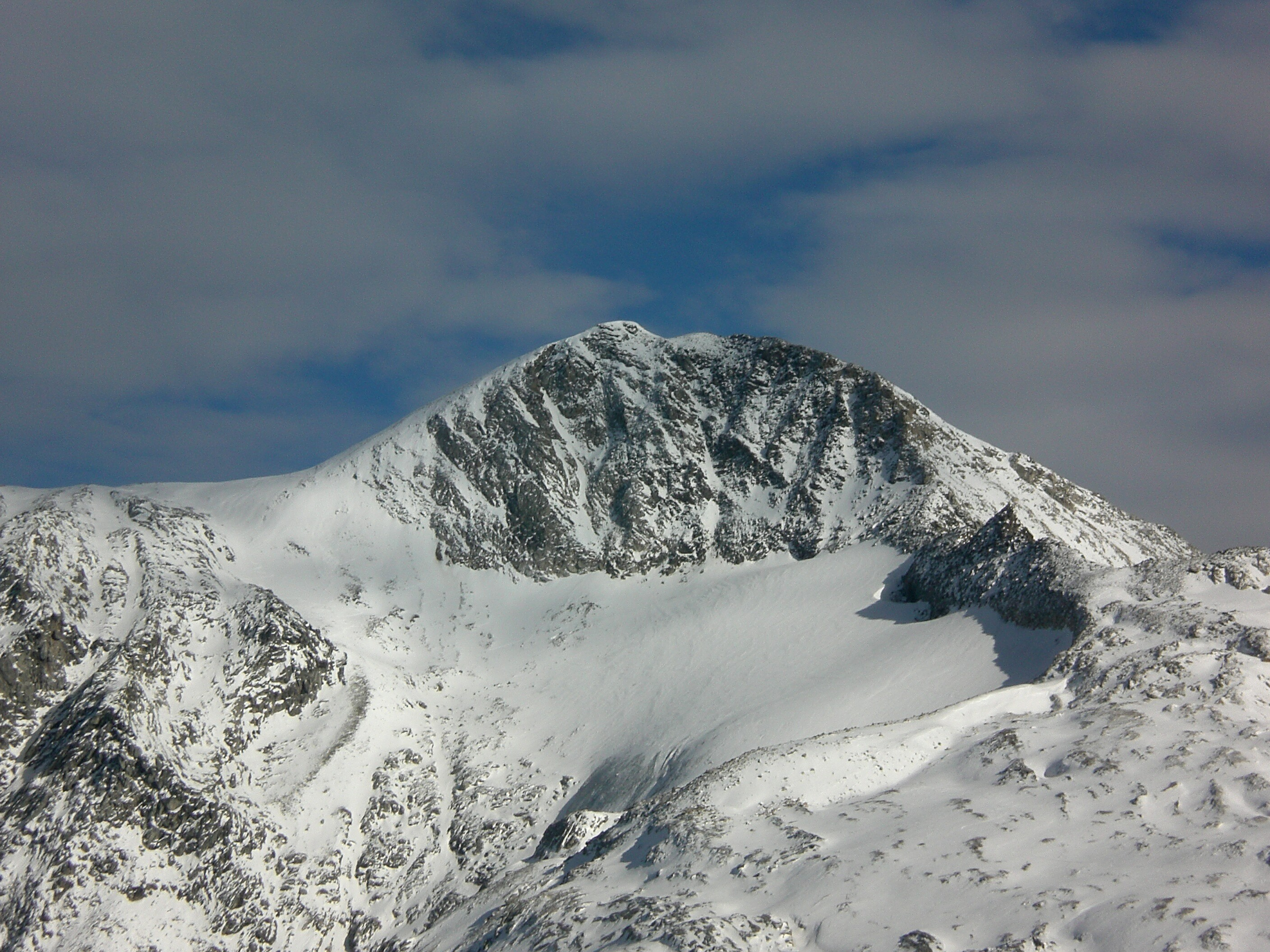
Hoher Riffler (3231 m) vom Spannagelhaus aus betrachtet (Nov. 2007)
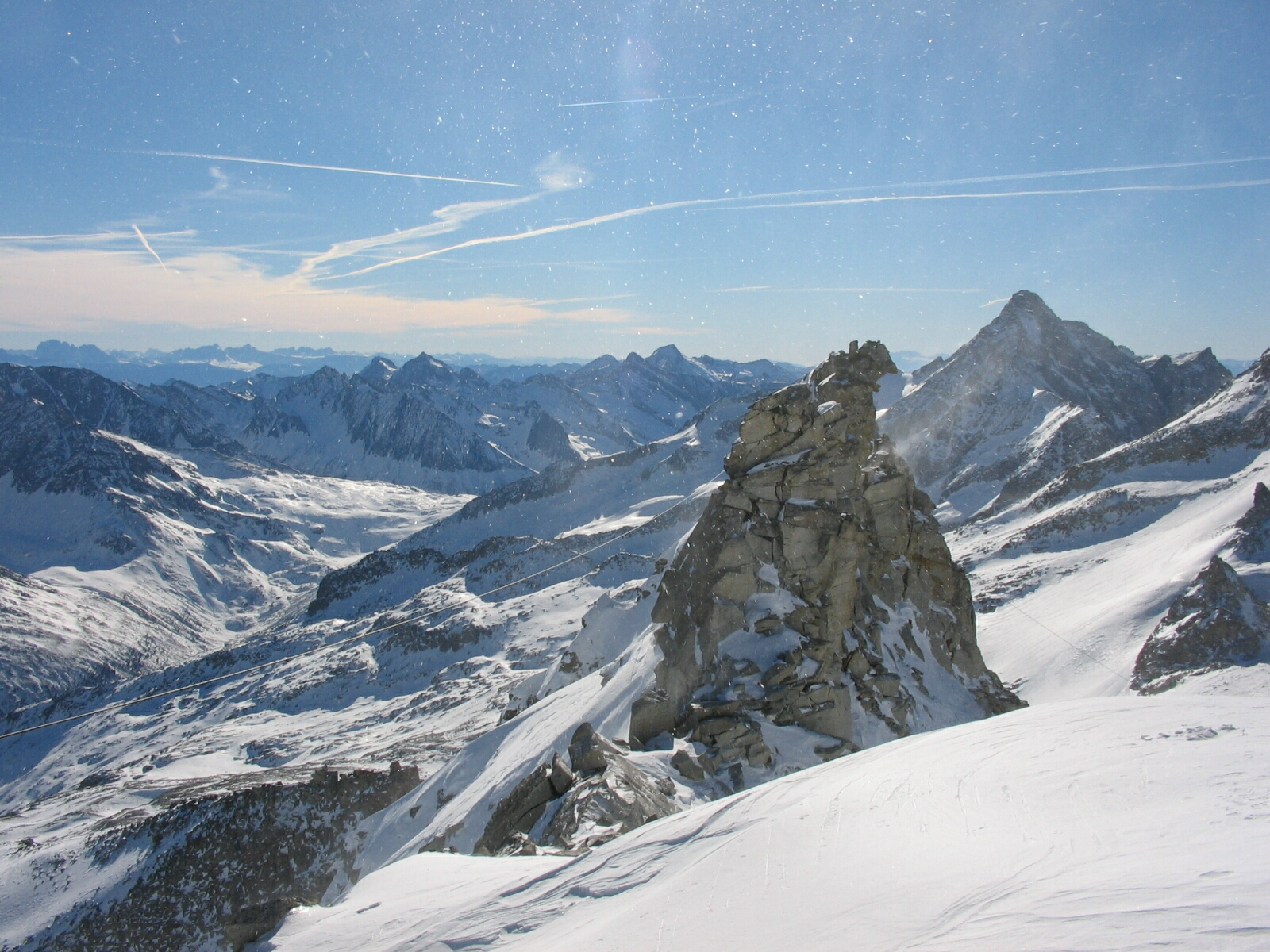
Blick vom Hintertuxer Gletscher (unterhalb der Gefrorenen Wand) in Richtung Süden (Schlegeis) (Feb. 2007)
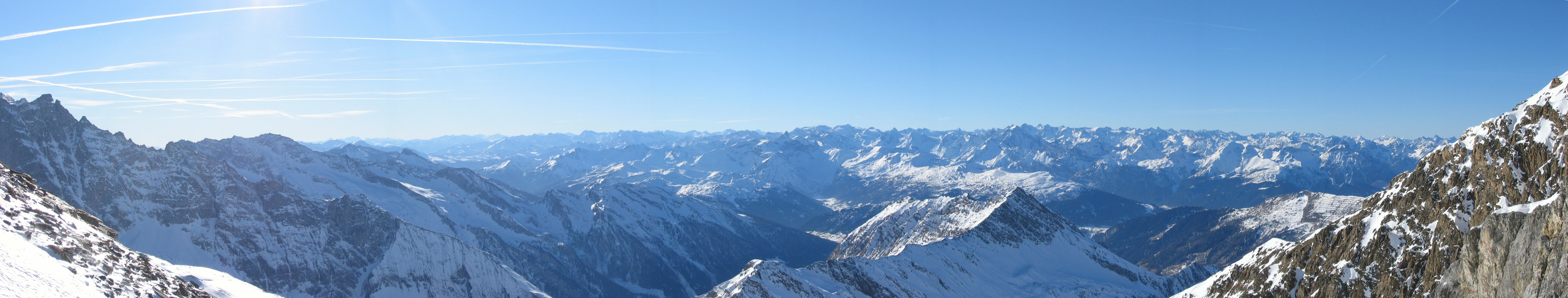
Panoramablick vom Hintertuxer Gletscher von der Gefrorenen Wand aus (Feb. 2007)
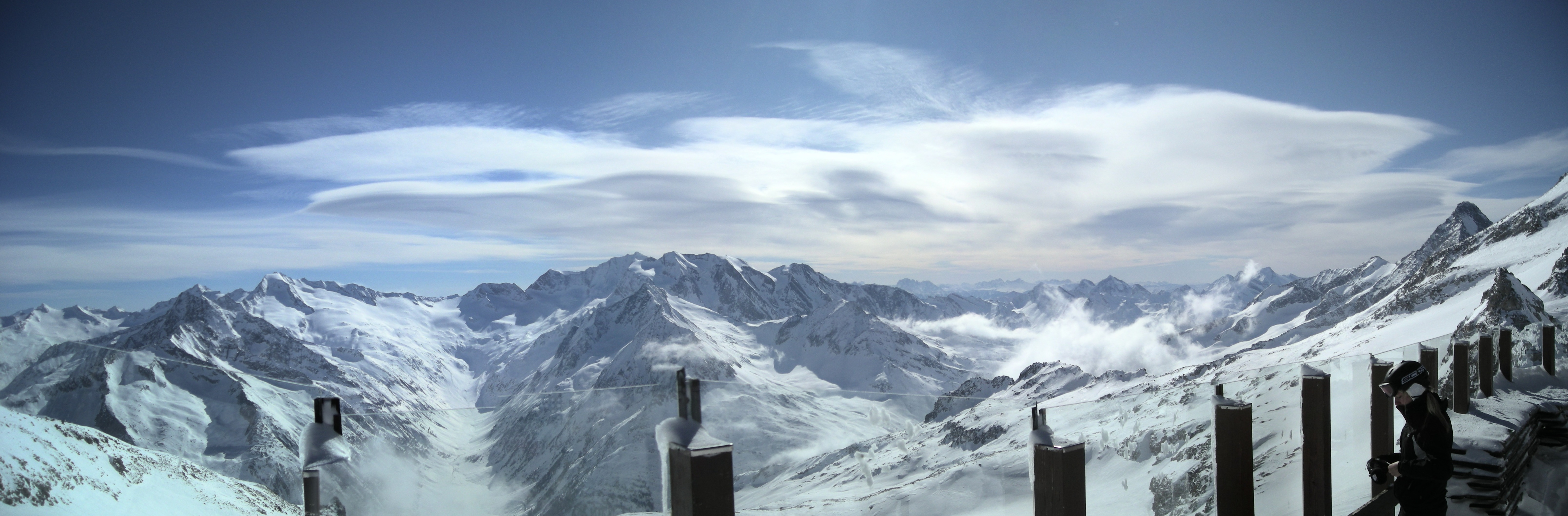
Panoramablick von der Gletscherhütte (Feb. 2009)
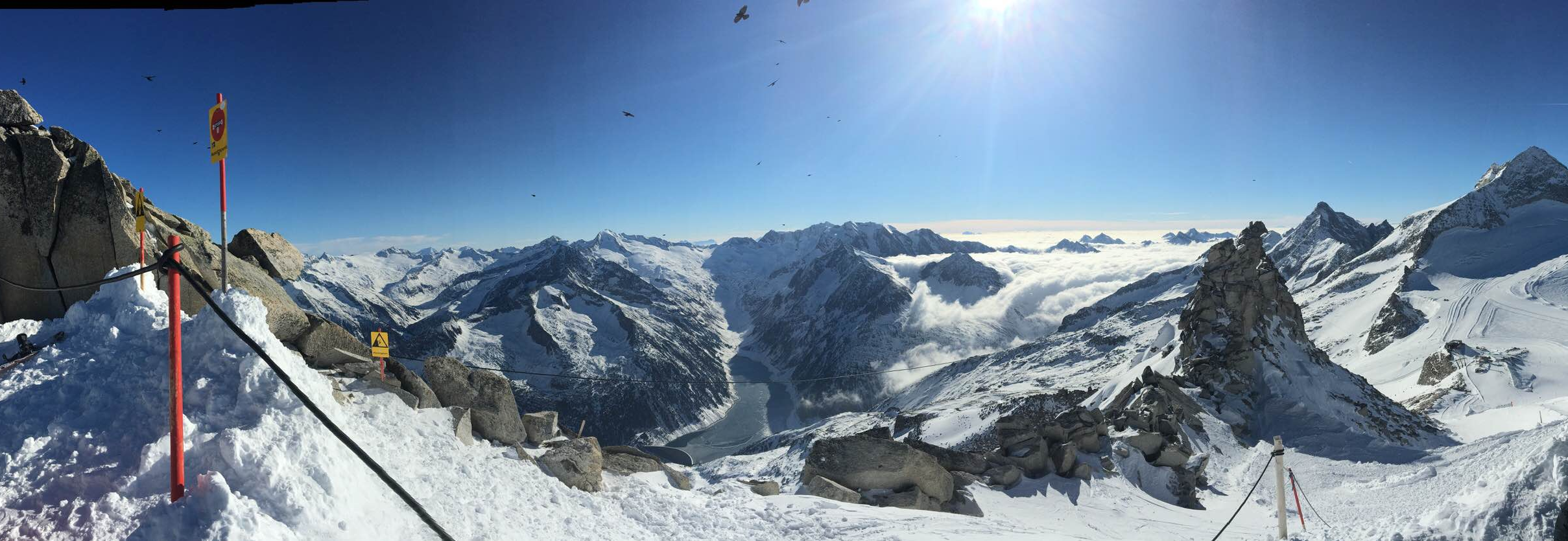
Blick vom Gletscher (Jan. 2016)
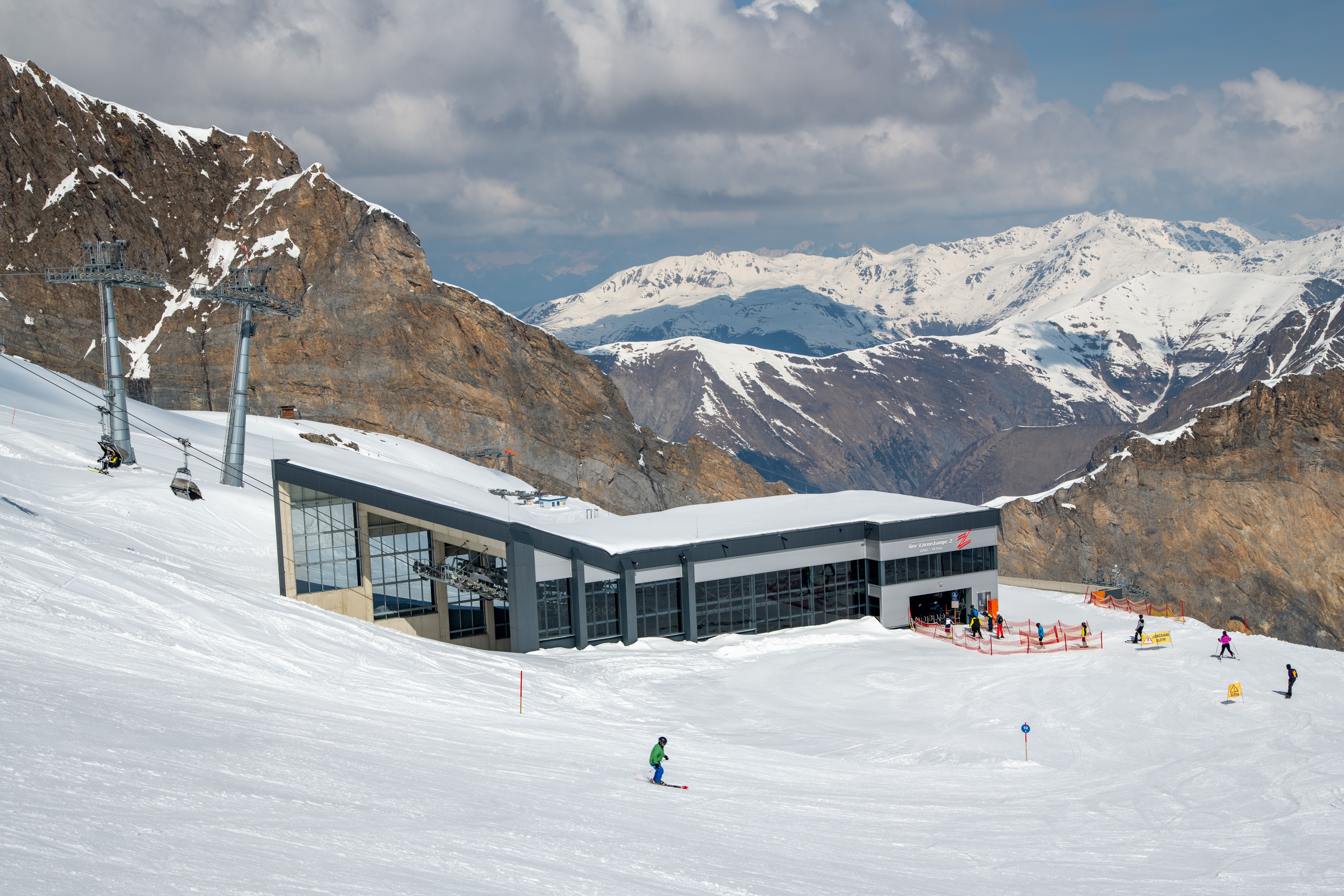
Talstation 6er-Sessellift Lärmstange 2 (2023)

### Historische Bilder

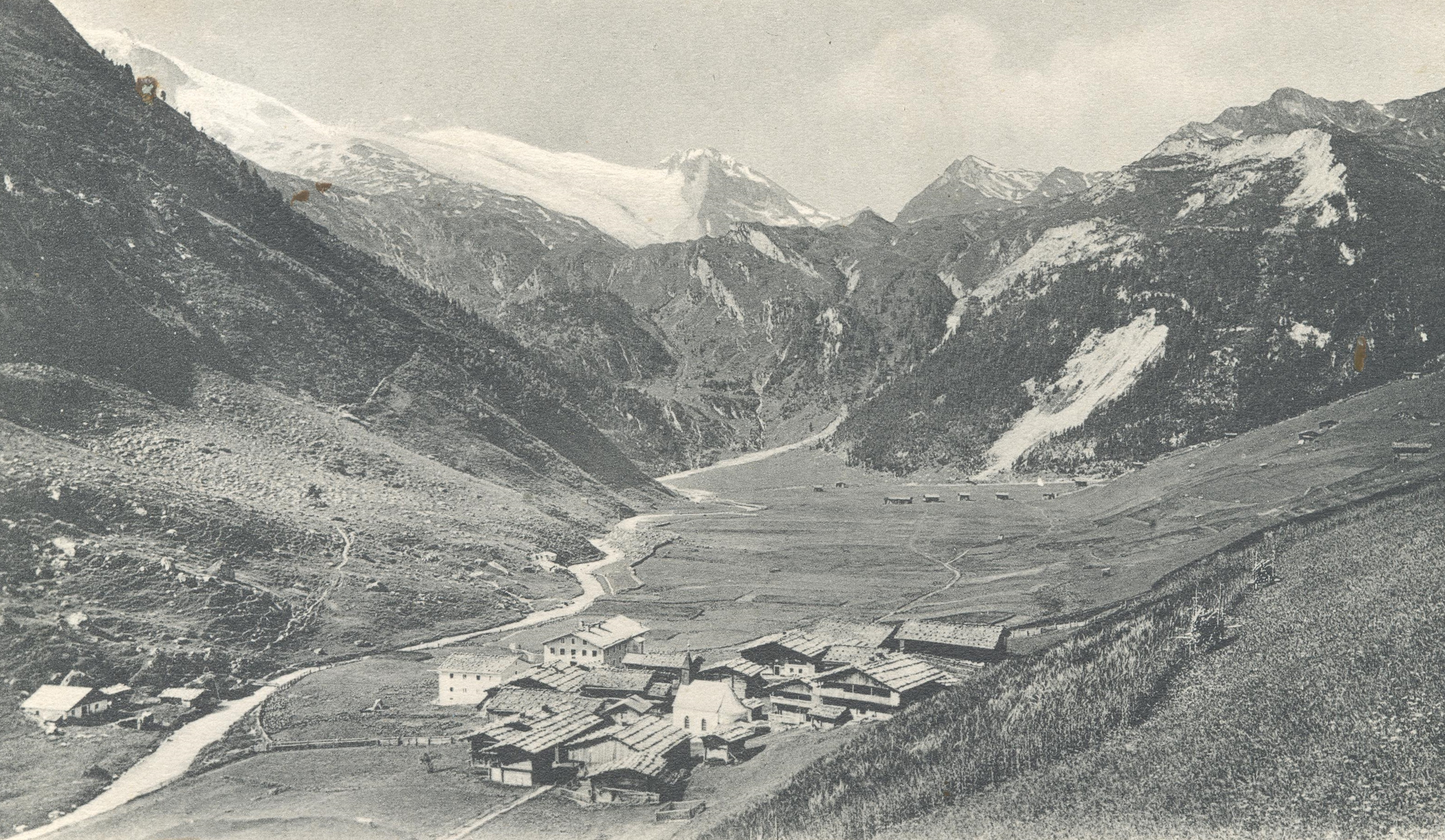
Hintertux 1902 mit dem Gletscher im Hintergrund
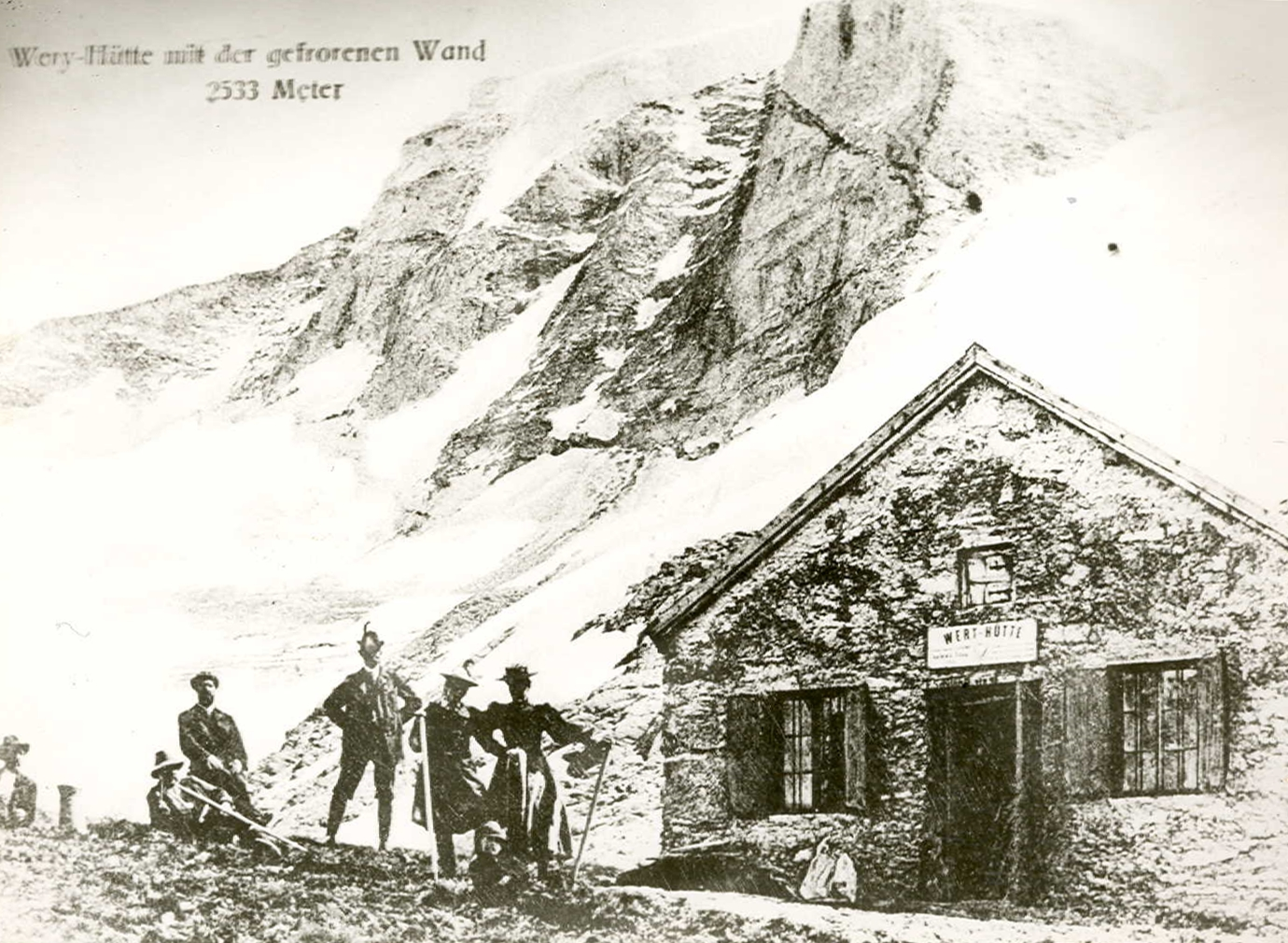
Alte Wery-Hütte mit Gefrorener Wand im Hintergrund
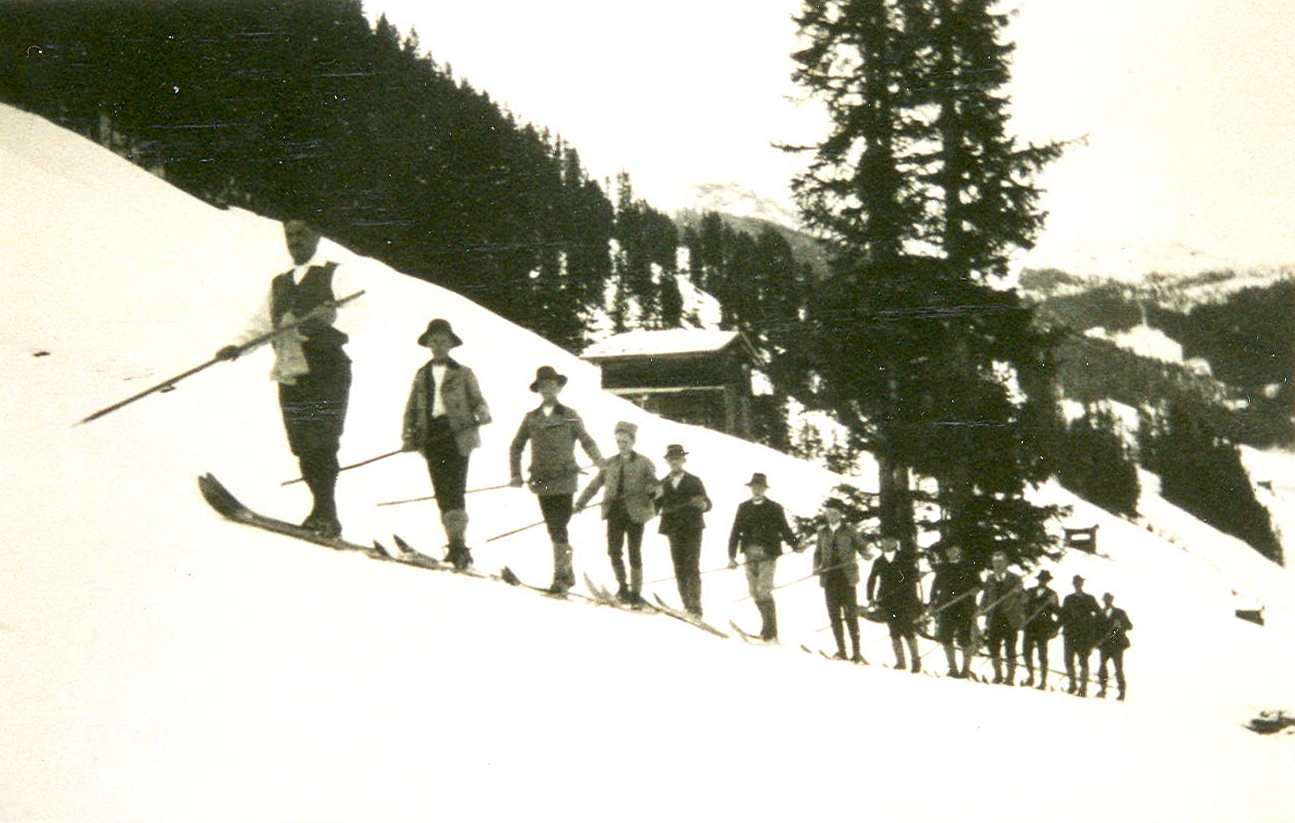
Tuxer Jugend beim Skifahren 1914
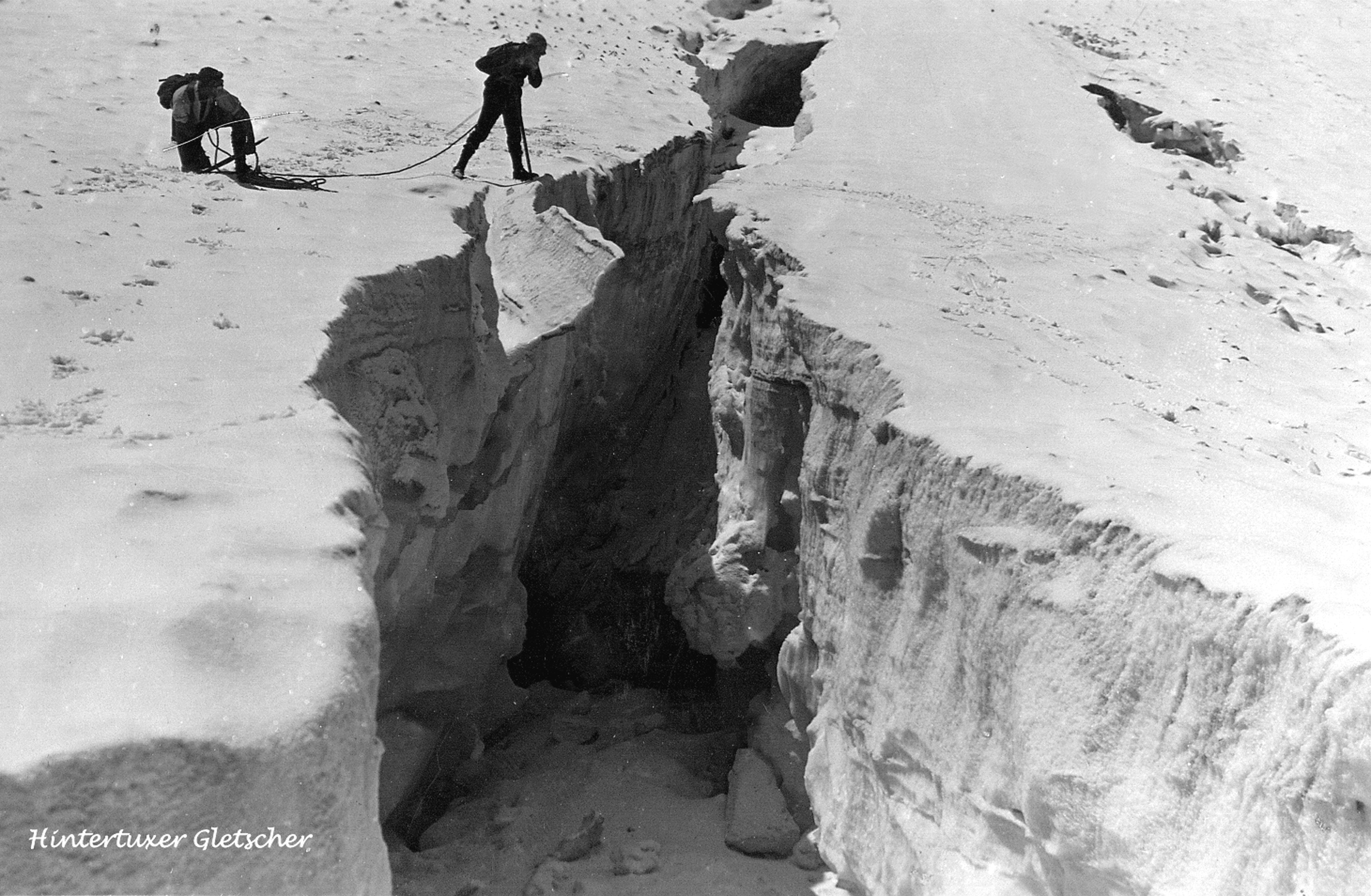
Gletscherspalte am Olperer 1932
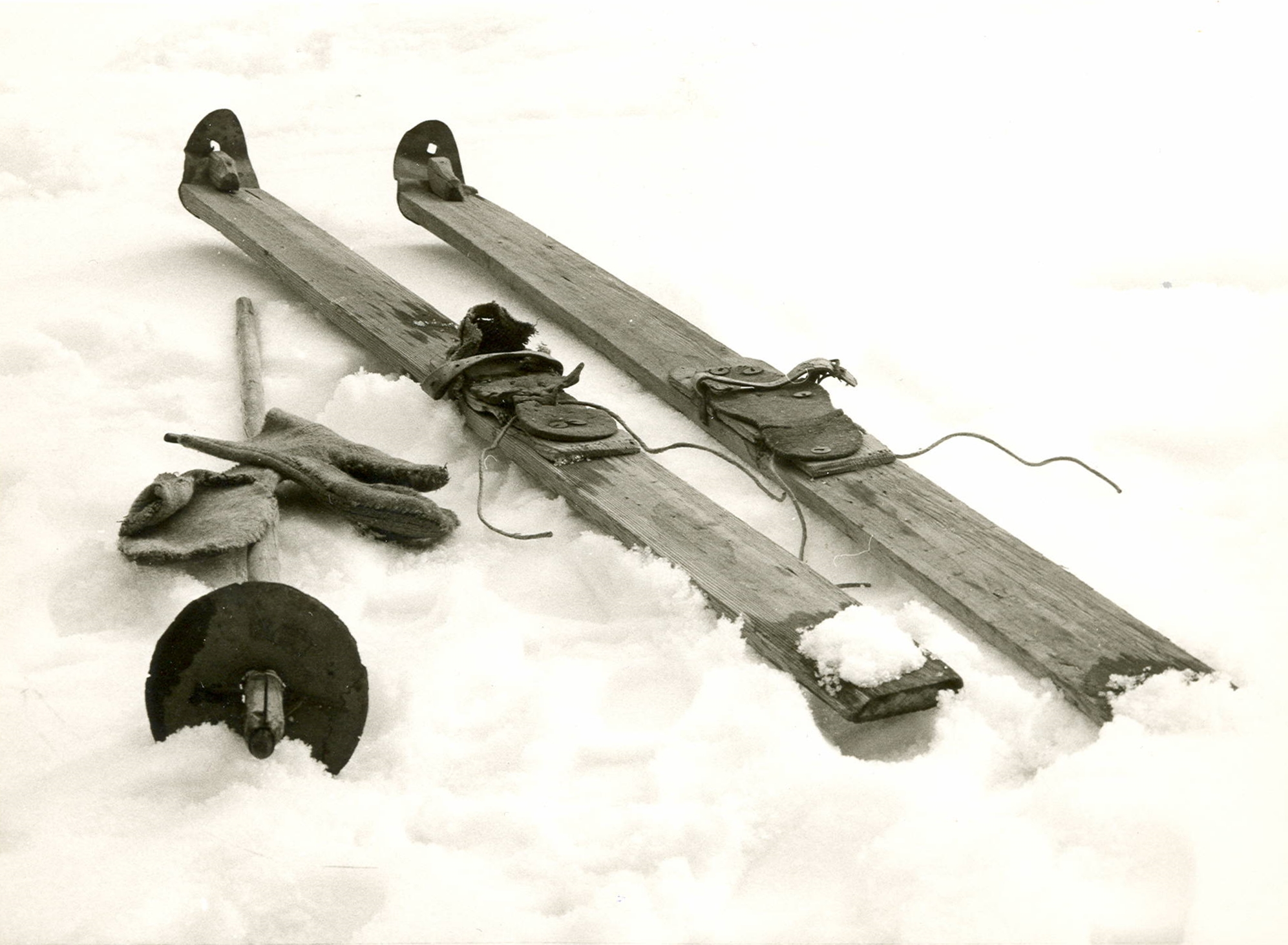
Alte Ski, gefunden am Hintertuxer Gletscher 1948
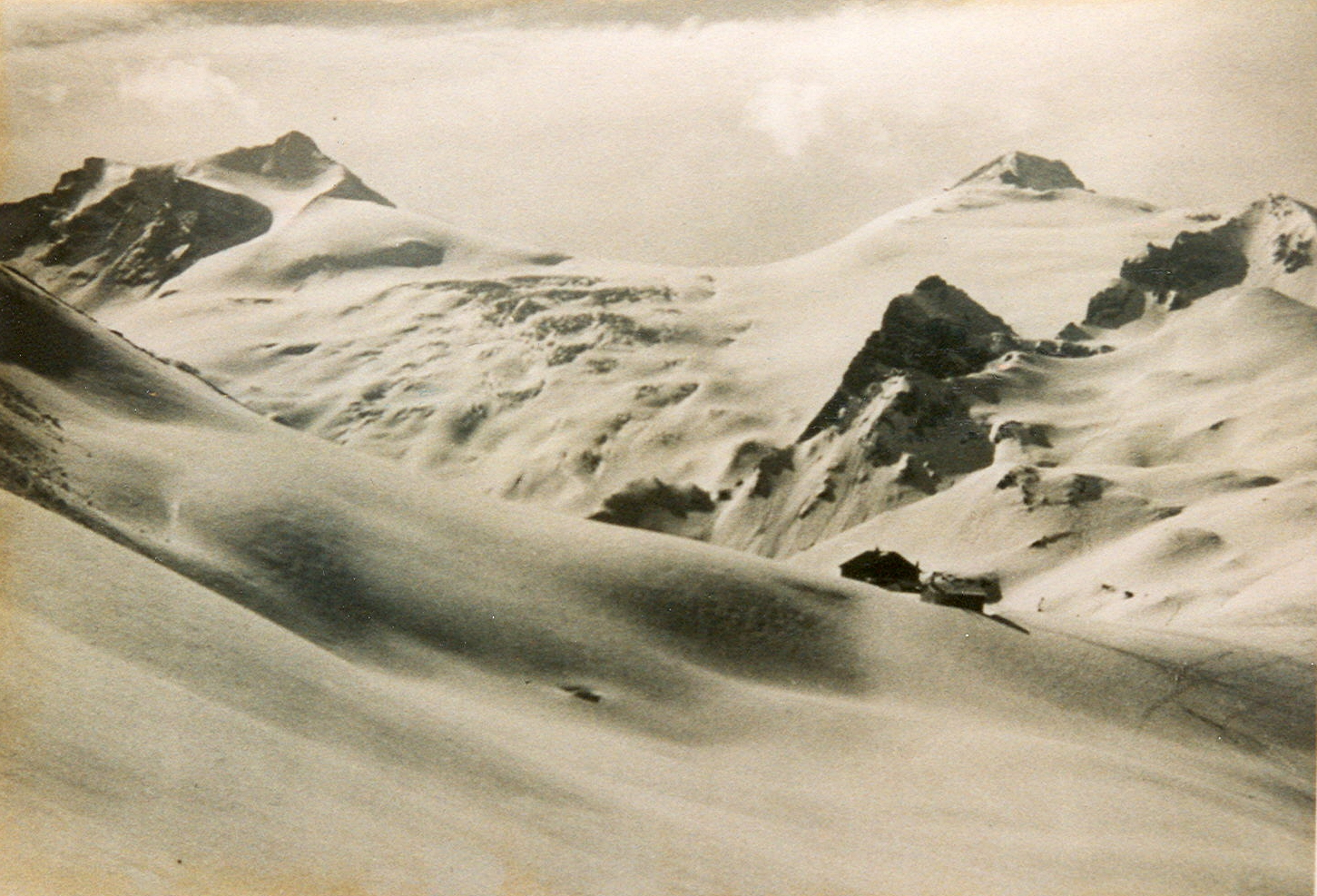
Altes Tuxerjochhaus
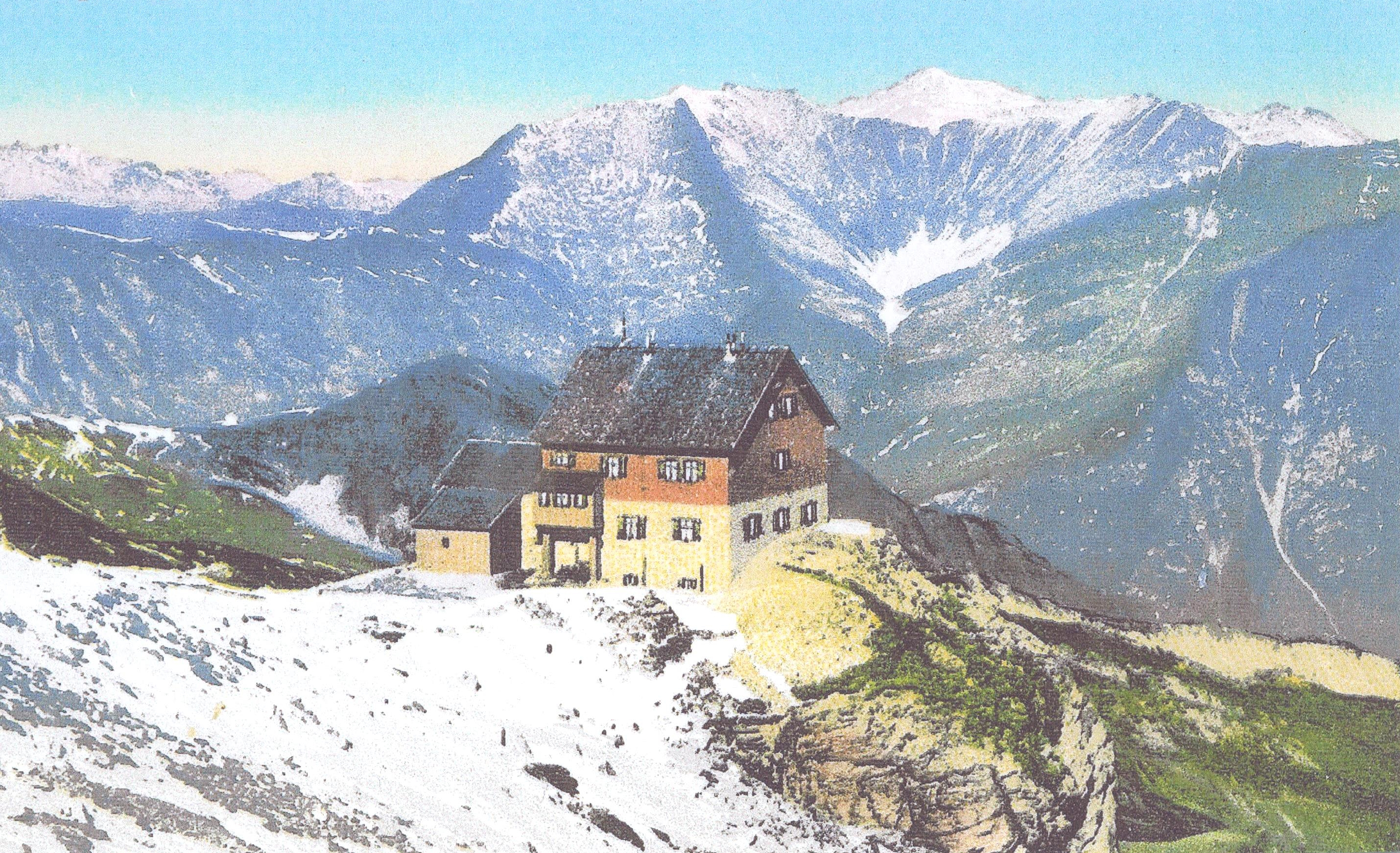
Altes Spannagelhaus